# Pouffonds
Pouffonds korábbi község Franciaország Új-Aquitania régiójában, Deux-Sèvres megyében.
Lakosainak száma 409 fő (2017. január 1.). Pouffonds Chail, Melle, Saint-Génard, Saint-Léger-de-la-Martinière és Fontivillié községekkel határos.
2019. január 1-jén Saint-Génard korábbi községgel egyesült és az így létrejött Marcillé új község része lett.

## Népesség
A település népességének változása:
| Lakosok száma | 400  | 410  | 420  | 409  |
|               | 2013 | 2015 | 2016 | 2017 |